# Neomochtherus lepidus
Neomochtherus lepidus là một loài ruồi trong họ Asilidae. Neomochtherus lepidus được Hine miêu tả năm 1909.